# Shay Lia
Shanice Dileita Mohamed oder Shay Lia (geb. 1993) ist eine französisch-dschibutische Musikerin. Sie lebt in Montreal, Quebec. Sie ist vor allem für ihre Zusammenarbeit mit Kaytranada bekannt, ihr Solo-Debüt Dangerous wurde in die Liste für den 2019 Polaris Music Prize aufgenommen.

## Leben
Lia wurde in Frankreich geboren und wuchs in Dschibuti auf. 2012 zog sie nach Montreal, um an der Université du Québec à Montréal Kommunikation zu studieren. Sie ist die Tochter von Dileita Mohamed Dileita, the former Prime Minister of Djibouti.
Während sie in Montreal war, postete sie Videos von sich selbst, in denen sie verschiedene Lieder sang, in den sozialen Medien. Eines davon erregte Kaytranadas Aufmerksamkeit und führte dazu, dass die beiden regelmäßig zusammenarbeiteten, unter anderem bei dem Lied „Leave Me Alone“ aus Kaytranadas Album 99.9% aus dem Jahr 2016 und seiner Single „Chances“ aus dem Jahr 2018, für die sowohl Kaytranada als auch Lia 2019 für den SOCAN Songwriting Prize nominiert wurden. Shay Lia tanzte auch in Kaytranadas Boiler Room 2013.
Sie veröffentlichte 2018 mehrere Solo-Singles, bevor sie im Mai 2019 Dangerous veröffentlichte.

## Diskographie

### EPs
- Dangerous 2019.
- Solaris 2020.

### Albums
- FACETS 2023.